# Le Fumeur de pipe accoudé
Le Fumeur de pipe accoudé est une  huile sur toile du peintre français Paul Cézanne (1839-1906) conservée au musée Pouchkine de Moscou. Elle date des années entre 1895 et 1900 et mesure 91 × 72 cm.
Elle représente un paysan (sans doute Paulin Paulet) accoudé à une table du Jas de Bouffan (la propriété familiale des Cézanne, vendue en 1899) en train de fumer une pipe d'argile. Ce thème a été repris plusieurs fois par Cézanne, notamment avec Le Fumeur de pipe conservé au musée de l'Ermitage. Il semble que l'artiste ait voulu représenter une partie de La Femme à la cafetière à droite derrière le fumeur.
Cette toile qui faisait partie de la collection de Sergueï Chtchoukine a été achetée par le fameux collectionneur moscovite chez Ambroise Vollard en 1913. Toute sa collection a été nationalisée par un décret de Lénine au printemps 1918 et transférée au musée d'art moderne occidental de Moscou. En 1948, la collection a été partagée entre le musée de l'Ermitage et le musée Pouchkine. Le Fumeur de pipe accoudé s'y trouve donc depuis 1948.
Ce tableau a été exposé en 1926 à Moscou, en 1955 à Moscou, en 1956 à Léningrad, puis la même année à l'« exposition Cézanne » de Léningrad, en 1965 à Bordeaux, puis à l'hiver 1965-1966 à Paris, et enfin à Osaka en 1970.

## Sur le thème duFumeur de pipe

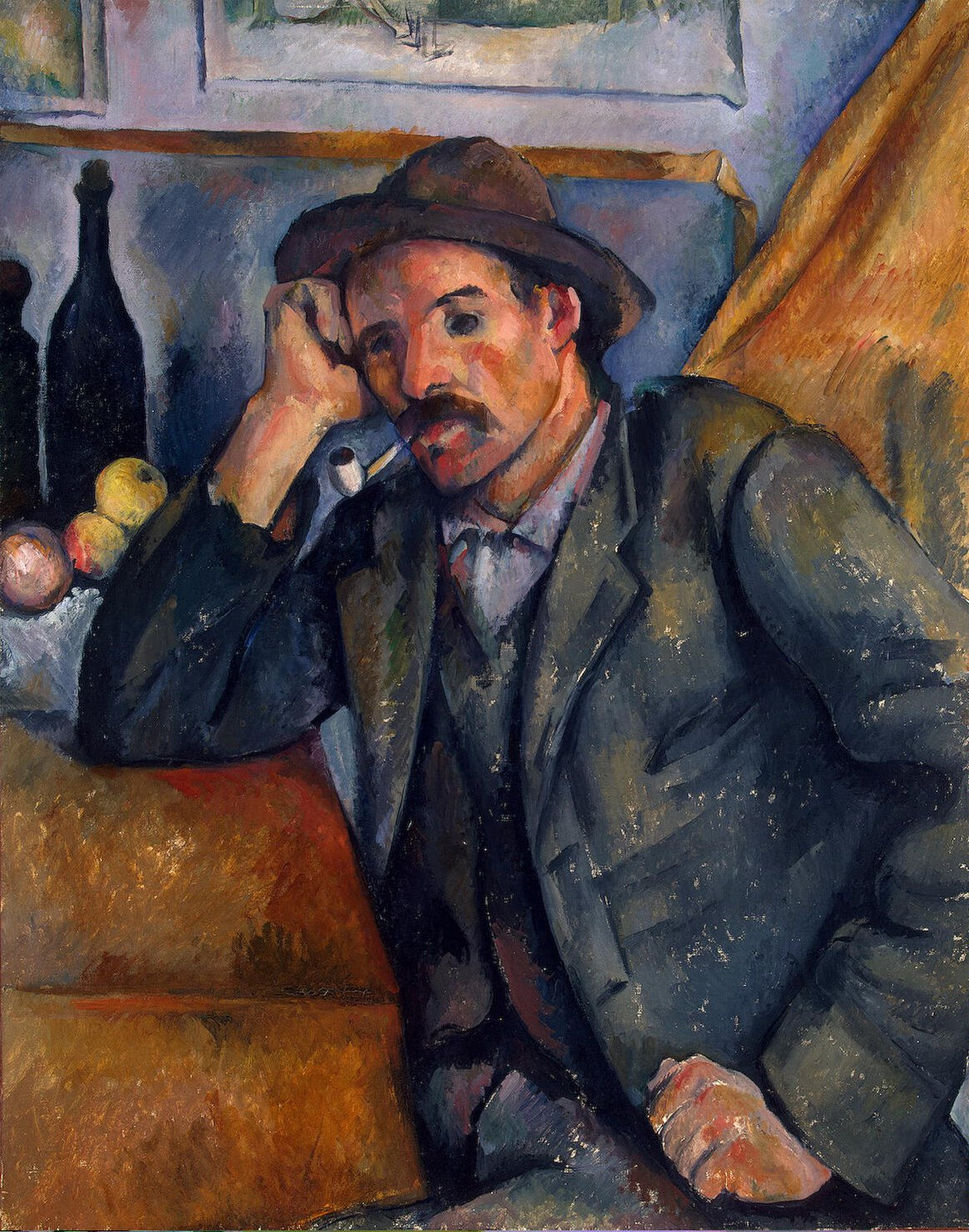
Le Fumeur de pipe - Paulin Paulet - (1890), musée de l'Ermitage
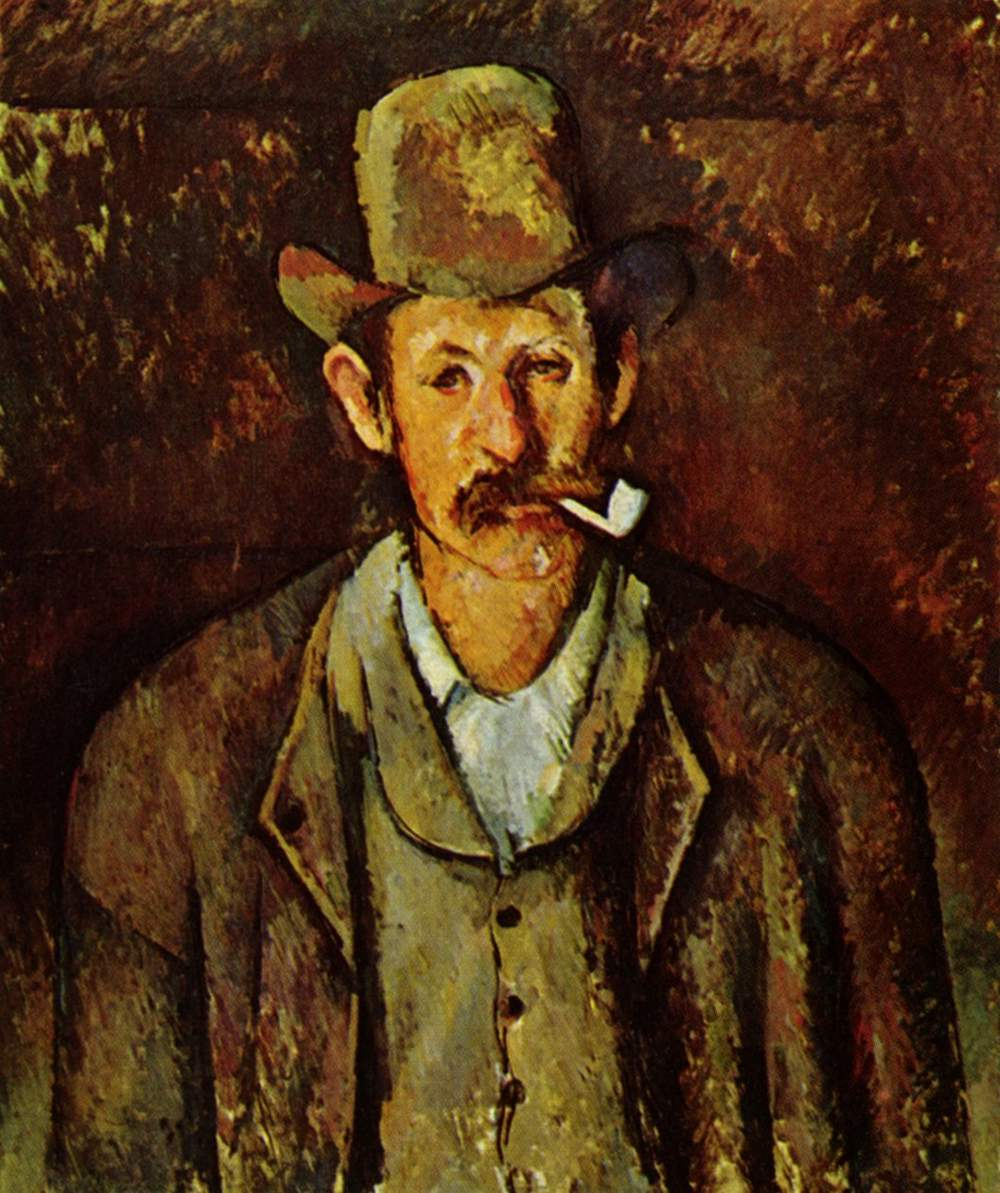
L'Homme à la pipe - le Père Alexandre - (1892), Institut Courtauld
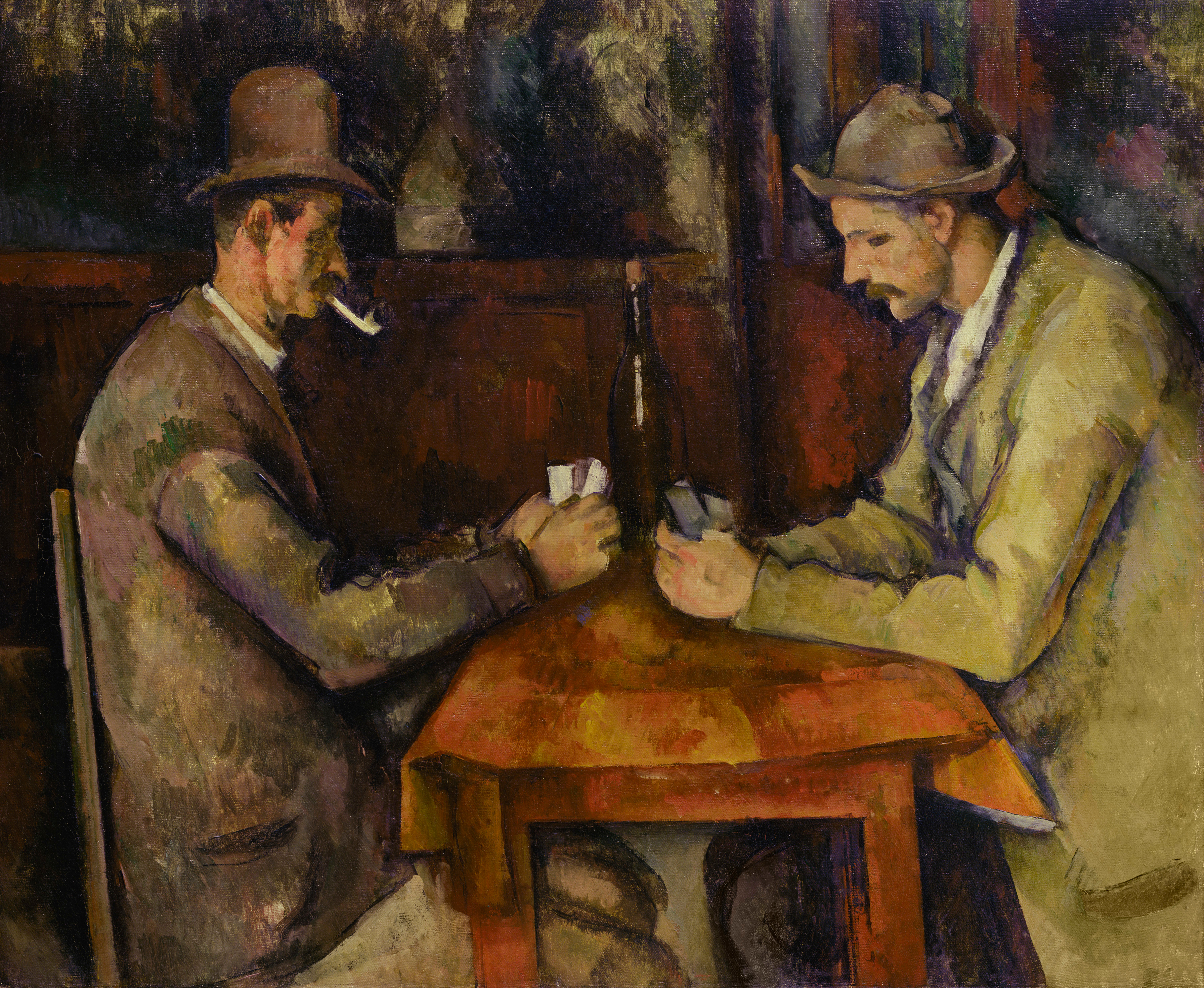
Les Joueurs de cartes - le Père Alexandre et Paulin Paulet - (1894-1895), musée d'Orsay, legs du comte de Camondo